# Cá hồng bốn sọc
Cá hồng bốn sọc (danh pháp: Lutjanus kasmira) là một loài cá biển thuộc chi Lutjanus trong họ Cá hồng. Loài này được mô tả lần đầu tiên vào năm 1775.

## Từ nguyên
Từ định danh kasmira bắt nguồn từ Kasjmiri, tên thường gọi bằng tiếng Ả Rập của loài cá này ở Biển Đỏ.

## Phân bố và môi trường sống
Cá hồng bốn sọc có phân bố rộng khắp vùng Ấn Độ Dương - Thái Bình Dương, từ Biển Đỏ dọc theo Đông Phi trải dài về phía đông đến quần đảo Hawaii, quần đảo Line và quần đảo Pitcairn, ngược lên phía bắc đến Nam Nhật Bản và Hàn Quốc, xa về phía nam đến Úc, quần đảo Kermadec và đảo Rapa Iti.
Từ cuối thập niên 1950 đến năm 1961, hơn 3.100 cá thể loài này được đem từ quần đảo Marquises và quần đảo Société đến đảo Oahu để phục vụ cho việc đánh bắt thương mại cũng như câu cá giải trí, dần dần chúng đã tạo ra một quần thể rộng khắp Hawaii.
Cá hồng bốn sọc cũng xuất hiện dọc theo bờ biển Việt Nam, như cù lao Chàm, cù lao Câu, quần đảo An Thới, bao gồm cả quần đảo Hoàng Sa và quần đảo Trường Sa.
Cá hồng bốn sọc sống tập trung gần các rạn san hô, được quan sát ở độ sâu khoảng 3–265 m (thường thấy trong khoảng 30–150 m); cá con sống trong các thảm cỏ biển.

## Mô tả
Chiều dài cơ thể lớn nhất được ghi nhận ở cá hồng bốn sọc là 40 cm, thường thấy với chiều dài trung bình khoảng 25 cm. Loài này có màu vàng tươi, chuyển dần sang màu trắng ở bụng và dưới đầu. Hai bên thân có 4 sọc xanh lam óng với nhiều sọc xám nhạt ở phần thân dưới cùng. Các vây màu vàng.
Số gai ở vây lưng: 10; Số tia vây ở vây lưng: 13–15; Số gai ở vây hậu môn: 3; Số tia vây ở vây hậu môn: 8; Số tia vây ở vây ngực: 16–17.

## So sánh
Phức hợp cá hồng vàng sọc xanh bao gồm các loài sau: Lutjanus bengalensis, Lutjanus coeruleolineatus, Lutjanus notatus, L. kasmira và Lutjanus quinquelineatus, sau đó mới thêm vào 2 loài nữa là Lutjanus octolineatus và Lutjanus sapphirolineatus. Phân tích tiểu đơn vị cytochrome c oxidase I của ty thể giúp xác định tính hợp lệ của từng loài trong phức hợp này.
Cá hồng bốn sọc L. kasmira dễ dàng phân biệt nhờ vào các sọc xám ở thân dưới, các tia trên của vây ngực và chóp mõm sẫm màu.

## Sinh thái
Thức ăn của cá hồng bốn sọc bao gồm cá nhỏ hơn, động vật chân đầu, động vật giáp xác và động vật phù du, cũng ăn cả tảo. Chúng có thể hợp thành đàn lớn, lên đến vài trăm cá thể. 
Cá hồng bốn sọc sinh sản quanh năm, đỉnh điểm là vào tháng 11 và tháng 12 ở biển Andaman. Tuổi cao nhất được ghi nhận ở cá hồng bốn sọc là 10 năm.
Ở Hawaii, người ta phát hiện một loài khuẩn Chlamydiae mới trong các cơ quan nội tạng của cá hồng bốn sọc, được đặt danh pháp là Candidatus Renichlamydia lutjani.

### Cạnh tranh với loài bản địa ở Hawaii
Là một loài du nhập ở Hawaii, cá hồng bốn sọc có khả năng gây ra sự cạnh tranh với những loài bản địa, như cá phèn Mulloidichthys vanicolensis. Cả hai loài chủ yếu được tìm thấy ở gần đáy biển, nhưng khi có sự xuất hiện của cá hồng bốn sọc, M. vanicolensis bơi lên cao hơn, nhưng ngược lại, cá hồng lại không như vậy với M. vanicolensis. Điều này cho thấy, cá hồng bốn sọc có xu hướng đẩy M. vanicolensis ra xa hơn khỏi sự bảo vệ của rạn san hô, làm tăng nguy cơ cá phèn bị săn mồi hay đánh bắt. Cá hồng bốn sọc cũng có thể cạnh tranh môi trường sống với cá bướm Heniochus diphreutes và cá sơn đá Myripristis amaena.
Tuy nhiên, không có bằng chứng nào cho thấy sự phong phú của cá hồng bốn sọc làm suy giảm quần thể các loài bản địa ở Hawaii qua việc cạnh tranh nguồn thức ăn hay săn mồi những loài khác. Hơn nữa, những loài quan trọng đối với nghề cá bản địa được xác định là không phải con mồi của cá hồng bốn sọc. Do đó, lo ngại rằng loài cá hồng bốn sọc có những ảnh hưởng bất lợi đối với các loài bản địa quan trọng về mặt thương mại ở Hawaii là không có cơ sở.